# California (Misuri)
California es una ciudad ubicada en el condado de Moniteau en el estado estadounidense de Misuri. En el Censo de 2010 tenía una población de 4278 habitantes y una densidad poblacional de 491,3 personas por km².

## Geografía
California se encuentra ubicada en las coordenadas 38°37′53″N 92°33′54″O / 38.63139, -92.56500. Según la Oficina del Censo de los Estados Unidos, California tiene una superficie total de 8.71 km², de la cual 8.67 km² corresponden a tierra firme y (0.42%) 0.04 km² es agua.

## Demografía
Según el censo de 2010, había 4278 personas residiendo en California. La densidad de población era de 491,3 hab./km². De los 4278 habitantes, California estaba compuesto por el 91.26% blancos, el 0.77% eran afroamericanos, el 0.33% eran amerindios, el 0.51% eran asiáticos, el 0.16% eran isleños del Pacífico, el 5.68% eran de otras razas y el 1.29% pertenecían a dos o más razas. Del total de la población el 10.45% eran hispanos o latinos de cualquier raza.